# Versigny (Oise)
Versigny – miejscowość i gmina we Francji, w regionie Hauts-de-France, w departamencie Oise.
Według danych na rok 1990 gminę zamieszkiwało 339 osób, a gęstość zaludnienia wynosiła 23 osoby/km² (wśród 2293 gmin Pikardii Versigny plasuje się na 661. miejscu pod względem liczby ludności, natomiast pod względem powierzchni na miejscu 206.).